# Медісон (парафія)
Шаблон:StateAbbr_ 32°22′ пн. ш. 91°14′ зх. д. / 32.37° пн. ш. 91.24° зх. д.
Округ  Медісон (англ. Madison Parish) — округ (парафія) у штаті  Луїзіана, США. Ідентифікатор округу 22065.

## Історія
Парафія утворена 1838 року.

## Демографія
За даними перепису 
2000 року 
загальне населення округу становило 13728 осіб, зокрема міського населення було 10603, а сільського — 3125.
Серед мешканців округу чоловіків було 6976, а жінок — 6752. В окрузі було 4469 домогосподарств, 3140 родин, які мешкали в 4979 будинках.
Середній розмір родини становив 3,35.
Віковий розподіл населення поданий у таблиці:
| Стать    | До 15 років | 15-21 | 22-29 | 30-39 | 40-49 | 50-65 | 65-85 | Понад 85 |
| -------- | ----------- | ----- | ----- | ----- | ----- | ----- | ----- | -------- |
| Чоловіки | 1763        | 1243  | 772   | 903   | 856   | 820   | 546   | 73       |
| Жінки    | 1653        | 760   | 702   | 831   | 904   | 926   | 834   | 142      |

## Суміжні округи
- Іст-Керролл — північ
- Воррен, Міссісіпі — схід
- Тенсас — південь
- Франклін — південний захід
- Ричленд — північний захід

## Виноски
1. ↑  U.S. Decennial Census. United States Census Bureau. Архів оригіналу за 26 квітня 2015. Процитовано 1 вересня 2014.
2. ↑  Historical Census Browser. University of Virginia Library. Архів оригіналу за 11 серпня 2012. Процитовано 1 вересня 2014.
3. ↑  Population of Counties by Decennial Census: 1900 to 1990. United States Census Bureau. Архів оригіналу за 15 вересня 2014. Процитовано 1 вересня 2014.
4. ↑  Census 2000 PHC-T-4. Ranking Tables for Counties: 1990 and 2000 (PDF). United States Census Bureau. Архів (PDF) оригіналу за 18 грудня 2014. Процитовано 1 вересня 2014.
5. ↑  State & County QuickFacts. United States Census Bureau. Архів оригіналу за 6 червня 2011. Процитовано 10 серпня 2013.(англ.) Наведено за англійською вікіпедією.
6. ↑  American FactFinder. Бюро перепису населення США. Архів оригіналу за 26 лютого 2012. Процитовано 31 січня 2008.

| США | Це незавершена стаття з географії США. Ви можете допомогти проєкту, виправивши або дописавши її. |